# Krížová Ves
Krížová Ves este o comună slovacă, aflată în districtul Kežmarok din regiunea Prešov. Localitatea se află la altitudinea de 616 m deasupra n.m., se întinde pe o suprafață de 11,93 km2 și în 2017 număra 2.239 de locuitori.

## Istoric
Localitatea Krížová Ves este atestată documentar din 1290.

## Demografie
| An:                | 1994 | 2004    | 2014    | 2024    |
| ------------------ | ---- | ------- | ------- | ------- |
| Număr de persoane: | 1480 | 1719    | 2121    | 2424    |
| Diferență:         |      | +16,14% | +23,38% | +14,28% |

| An:                | 2023 | 2024   |
| ------------------ | ---- | ------ |
| Număr de persoane: | 2380 | 2424   |
| Diferență:         |      | +1,84% |